# Landkreis Tettnang
Der Landkreis Tettnang, von 1938 bis 1945 Landkreis Friedrichshafen, war ein Landkreis in Baden-Württemberg, der im Zuge der Kreisreform zum 1. Januar 1973 aufgelöst wurde.

## Geographie

### Lage
Der Landkreis Tettnang lag im Südosten Baden-Württembergs. Geografisch hatte er Anteil am Vorland des Bodensees.

### Nachbarkreise
Seine Nachbarkreise waren 1972 im Uhrzeigersinn beginnend im Westen Überlingen, Ravensburg, Wangen sowie der bayerische Landkreis Lindau (Bodensee). Im Süden bildete der Bodensee die natürliche Grenze.
Zusätzlich grenzte er bis zum 31. Dezember 1968 zwischen den Landkreisen Wangen und Lindau (Bodensee) an die Exklave Achberg, die zum Landkreis Sigmaringen gehörte.

## Geschichte
Das Gebiet des Landkreises Tettnang gehörte vor 1800 überwiegend zu Vorderösterreich und war dem Oberamt Tettnang zugeordnet. 1805 kam das Gebiet zum Königreich Bayern und 1810 zum Königreich Württemberg, welches das Oberamt Tettnang fortführte. Ab 1810 gehörte das Oberamt Tettnang zur Landvogtei am Bodensee und ab 1818 zum Donaukreis, der 1924 aufgelöst wurde. 1934 wurde das Oberamt in Kreis Tettnang umbenannt.
Am 1. Oktober 1938 wurde mit den endgültigen Kreisgrenzen der Kreis Friedrichshafen mit Kreisverwaltung in Friedrichshafen gebildet, die Gemeinde Schomburg wurde an den Kreis Wangen abgetreten.
Nach dem Zweiten Weltkrieg wurde der Landkreis wieder in Landkreis Tettnang umbenannt und die Kreisverwaltung wieder nach Tettnang verlegt. Der Landkreis gehörte zunächst zum neuen Bundesland Württemberg-Hohenzollern und nach der Länderneugliederung 1952 zu Baden-Württemberg und dort zum Regierungsbezirk Südwürttemberg-Hohenzollern.
Mit Wirkung zum 1. Januar 1973 wurde der Landkreis Tettnang aufgelöst. Sein Gebiet wurde mit dem größten Teil des benachbarten, ehemals badischen Landkreises Überlingen zum neuen Bodenseekreis vereinigt, der damit Rechtsnachfolger des Landkreises Tettnang wurde. Kreissitz des neuen Landkreises wurde Friedrichshafen.

### Einwohnerentwicklung
Alle Einwohnerzahlen sind Volkszählungsergebnisse.
| Jahr               | Einwohner |
| ------------------ | --------- |
| 17. Mai 19391      | 52.269    |
| 13. September 1950 | 52.368    |

| Jahr         | Einwohner |
| ------------ | --------- |
| 6. Juni 1961 | 74.132    |
| 27. Mai 1970 | 89.926    |

Fußnote:
1 1939: Landkreis Friedrichshafen

## Politik

### Landrat
Die Landräte des Landkreises Tettnang 1937–1972:
- 1937–1945: Erich Springer
- 1945–1921: Gustav Drautz (Amtsverweser)
- 1945–1921: Walter Bärlin (kommissarisch)
- 1945–1947: Konrad Stöhr (kommissarisch)
- 1947–1957: Emil Münch
- 1957–1972: Kurt Diez

Die Oberamtmänner von 1810 bis 1937 sind im Artikel Oberamt Tettnang dargestellt.

### Wappen
Das Wappen des Landkreises Tettnang zeigte in Silber eine dreilatzige rote Fahne über einem gewellten blauen Schildfuß. Das Wappen wurde am 18. November 1957 durch das Innenministerium Baden-Württemberg verliehen.
Die Fahne steht für die Grafen von Montfort aus dem Hause der Pfalzgrafen von Tübingen, deren Gebiet auch das Kreisgebiet Tettnang umfasste. Der Wellenbalken soll den Bodensee versinnbildlichen.

## Wirtschaft und Infrastruktur

### Verkehr
Durch das Kreisgebiet führte keine Bundesautobahn. Daher wurde er nur durch die Bundesstraßen 30, 31, 33 und 467 sowie durch mehrere Landes- und Kreisstraßen erschlossen.

## Gemeinden
Zum Landkreis Tettnang gehörten ab 1938 zunächst 13 Gemeinden, davon zwei Städte.
Am 7. März 1968 stellte der Landtag von Baden-Württemberg die Weichen für eine Gemeindereform. Mit dem Gesetz zur Stärkung der Verwaltungskraft kleinerer Gemeinden war es möglich, dass sich kleinere Gemeinden freiwillig zu größeren Gemeinden vereinigen konnten. Den Anfang im Landkreis Tettnang machte am 1. Dezember 1971 die Gemeinde Ailingen, die sich mit der Stadt Friedrichshafen vereinigte. In der Folgezeit reduzierte sich die Zahl der Gemeinden stetig, bis der Landkreis Tettnang am 1. Januar 1973 aufgelöst wurde.
Die größte Gemeinde des Landkreises war die Stadt Friedrichshafen, die seit dem 1. April 1956 eine Große Kreisstadt ist. Die kleinste Gemeinde war Ettenkirch.
In der Tabelle stehen die Städte und Gemeinden des Landkreises Tettnang vor der Gemeindereform. Alle Gemeinden gehören heute zum Bodenseekreis. Die Einwohnerangaben beziehen sich auf die Volkszählungsergebnisse in den Jahren 1961 und 1970.
| frühere Gemeinde                  | heutige Gemeinde       | Einwohner am 6. Juni 1961 | Einwohner am 27. Mai 1970 |
| --------------------------------- | ---------------------- | ------------------------- | ------------------------- |
| Ailingen                          | Friedrichshafen        | 2.948                     | 4.973                     |
| Eriskirch                         | Eriskirch              | 1.996                     | 2.722                     |
| Ettenkirch                        | Friedrichshafen        | 990                       | 1.228                     |
| Friedrichshafen, Große Kreisstadt | Friedrichshafen        | 37.148                    | 43.140                    |
| Kehlen                            | Meckenbeuren           | 2.594                     | 3.356                     |
| Kressbronn am Bodensee            | Kressbronn am Bodensee | 5.020                     | 5.069                     |
| Langenargen                       | Langenargen            | 4.217                     | 5.253                     |
| Langnau                           | Tettnang               | 1.795                     | 1.918                     |
| Meckenbeuren                      | Meckenbeuren           | 5.476                     | 6.207                     |
| Neukirch                          | Neukirch               | 1.778                     | 2.008                     |
| Oberteuringen                     | Oberteuringen          | 1.720                     | 2.509                     |
| Tannau                            | Tettnang               | 1.400                     | 1.543                     |
| Tettnang, Stadt                   | Tettnang               | 7.050                     | 9.000                     |

## Kfz-Kennzeichen
Am 1. Juli 1956 wurde dem Landkreis bei der Einführung der bis heute gültigen Kfz-Kennzeichen das Unterscheidungszeichen TT zugewiesen. Es wurde bis zum 31. Dezember 1972 ausgegeben.
Am 16. Oktober 2019 stimmte der Kreistag des Bodenseekreises im vierten Anlauf einer Wiedereinführung der Altkennzeichen  TT und ÜB (Überlingen) zu. Ab dem 3. Februar 2020 wird es im Bodenseekreis ausgegeben. (Kennzeichenliberalisierung)